# J.C.Staff
J.C.Staff Co. Ltd. (株式会社ジェー・シー・スタッフ?, Kabushiki-gaisha JC Sutaffu) è uno studio di animazione giapponese fondato il 18 gennaio 1986 da Tomoyuki Miyata, che in precedenza ha lavorato alla Tatsunoko Production. La loro prima produzione furono i tre episodi OAV di Sengoku kidan yōtōden nel 1987. Al 2017 conta 197 dipendenti.
Lo studio ha costruito la sua fama grazie a numerosi titoli di successo tra cui, negli anni novanta, uno dei lavori più famosi del regista Kunihiko Ikuhara, La rivoluzione di Utena, Le situazioni di Lui & Lei ed Excel Saga. Negli anni duemila si afferma con costanti e numerose produzioni tra le quali: Shakugan no shana, Honey and Clover di Chika Umino e Azumanga daiō; Nell'ultimo decennio e negli anni più recenti troviamo anime come Bakuman, Food Wars! - Shokugeki no Soma e Prison School.

## Storia
Nell'ottobre 2016 lo studio ha celebrato il traguardo dei trent'anni di attività nel settore con un video commemorativo, pubblicato nel loro canale YouTube e nei social media, mostrando molti anime da loro prodotti e concludendo il video promettendo di continuare per i prossimi dieci. Nel settembre 2017, inoltre, prende le redini della produzione per la seconda stagione di One-Punch Man, serie anime tratta dall'omonimo manga di successo, precedentemente affidata a Madhouse, andata in onda nell'aprile 2019.

## Produzioni

### Serie TV anime

#### Dal 1994 al 1999

Logo dell'anime de La rivoluzione di Utena, una delle serie animate da J.C.Staff, destinate a diventare un'opera cult nel settore.

| Titolo                              | Inizio prima visione | Fine prima visione | Episodi | Canale di trasmissione | Note e fonti  |
| ----------------------------------- | -------------------- | ------------------ | ------- | ---------------------- | ------------- |
| Metal Fighter Miku                  | 8 luglio 1994        | 30 settembre 1994  | 13      | TV Tokyo               | [ 5 ]         |
| Touma Kijin Den Oni                 | 5 ottobre 1995       | 21 marzo 1996      | 25      | TV Tokyo               | [ 6 ]         |
| Meizu Bakunetsu Jikuu               | 2 aprile 1997        | 24 settembre 1997  | 25      | TV Tokyo               | [ 6 ]         |
| La rivoluzione di Utena             | 2 aprile 1997        | 24 dicembre 1997   | 39      | TV Tokyo               | [ 6 ]         |
| Alice SOS                           | 6 aprile 1998        | 28 gennaio 1999    | 14      | NHK                    | [ 7 ]         |
| Le situazioni di Lui & Lei          | 2 ottobre 1998       | 23 marzo 1999      | 26      | TV Tokyo               | [ N 1 ] [ 7 ] |
| Lo stregone Orphen                  | 3 ottobre 1998       | 27 marzo 1999      | 24      | TBS                    | [ 7 ]         |
| Yume de aetara                      | 30 novembre 1998     | 24 dicembre 1998   | 16      | TBS                    | [ 7 ]         |
| Soreyuke! Uchū senkan Yamamoto Yōko | 4 aprile 1999        | 26 settembre 1999  | 26      | TV Tokyo               | [ 7 ]         |
| Lo stregone Orphen: Revenge         | 2 ottobre 1999       | 26 marzo 2000      | 23      | TBS                    | [ 7 ]         |
| Excel Saga                          | 7 ottobre 1999       | 30 marzo 2000      | 26      | TV Tokyo               | [ 7 ]         |

#### Dal 2000 al 2009

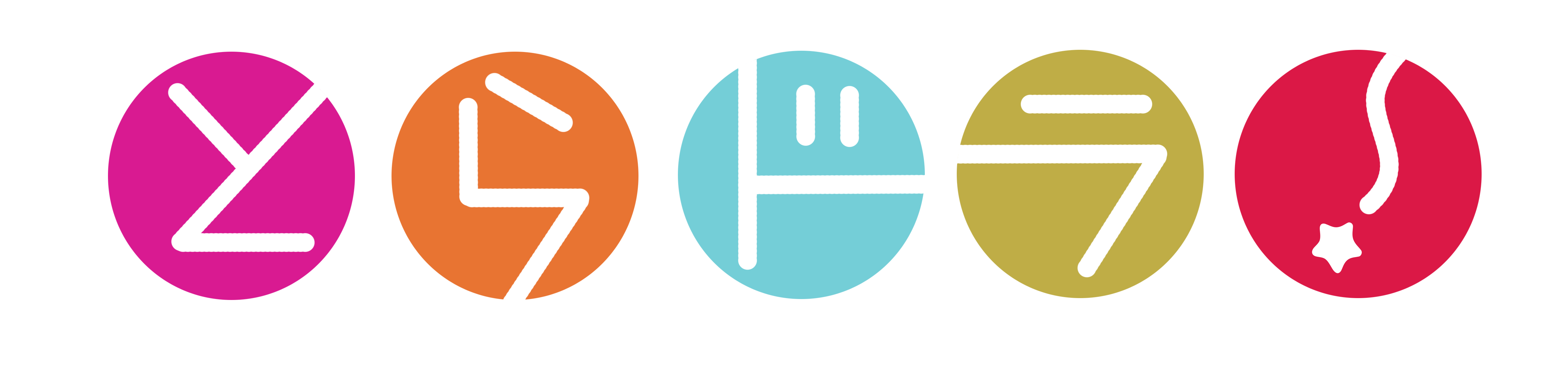
Logo della serie anime Toradora, serie che in poco tempo ha avuto un successo internazionale tra gli amanti del genere.

| Titolo                                | Inizio prima visione | Fine prima visione | Episodi | Canale di trasmissione                                               | Note e fonti  |
| ------------------------------------- | -------------------- | ------------------ | ------- | -------------------------------------------------------------------- | ------------- |
| UFO Baby                              | 28 marzo 2000        | 26 febbraio 2002   | 78      | NHK-BS2                                                              | [ 7 ]         |
| La stirpe delle tenebre               | 2 ottobre 2000       | 18 dicembre 2000   | 13      | WOWOW                                                                | [ 7 ]         |
| Mahou Senshi Riui                     | 3 aprile 2001        | 18 settembre 2001  | 24      | WOWOW                                                                | [ 8 ]         |
| PaRappa the Rapper                    | 14 aprile 2001       | 11 gennaio 2002    | 30      | Fuji TV                                                              | [ 8 ]         |
| Chicchana Yukitsukai Sugar            | 2 ottobre 2001       | 26 marzo 2002      | 24      | TBS                                                                  | [ 8 ]         |
| Azumanga Daioh                        | 8 aprile 2002        | 30 settembre 2002  | 26      | TV Tokyo                                                             | [ 8 ]         |
| Ai yori aoshi                         | 11 aprile 2002       | 26 settembre 2002  | 24      | Fuji TV                                                              | [ 8 ]         |
| Spiral: Suiri no kizuna               | 1 ottobre 2002       | 25 marzo 2003      | 25      | TV Tokyo                                                             | [ 8 ]         |
| Nanaka - Ma quanti anni hai?          | 8 gennaio 2003       | 26 marzo 2003      | 12      | TV Tokyo                                                             | [ 8 ]         |
| Mahoutsukai ni Taisetsu na Koto       | 9 gennaio 2003       | 27 marzo 2003      | 12      | TV Asahi, All-Nippon News Network                                    | [ 8 ]         |
| Gunparade March                       | 6 febbraio 2003      | 24 aprile 2003     | 12      | MBS, TV Kanagawa                                                     | [ 8 ]         |
| Ikkitousen                            | 30 luglio 2003       | 22 ottobre 2003    | 13      | AT-X, TV Kanagawa, Mie TV, Chiba TV, TV Saitama, SUN TV              | [ 8 ]         |
| R.O.D the TV                          | 1 ottobre 2003       | 16 marzo 2004      | 26      | Fuji TV                                                              | [ N 2 ] [ 8 ] |
| Shingetsutan Tsukihime                | 9 ottobre 2003       | 25 dicembre 2003   | 12      | Animax, TBS, BS-i                                                    | [ 8 ]         |
| Ai yori aoshi: Enishi                 | 12 ottobre 2003      | 28 dicembre 2003   | 12      | Chiba TV, TV Kanagawa, TV Saitama                                    | [ 8 ]         |
| Maburaho                              | 14 ottobre 2003      | 6 aprile 2004      | 24      | WOWOW                                                                | [ 8 ]         |
| Hikari to Mizu no Daphne              | 15 gennaio 2004      | 3 luglio 2004      | 24      | TV Kanagawa                                                          | [ 9 ]         |
| Sensei no ojikan                      | 4 aprile 2004        | 27 giugno 2004     | 13      | TV Tokyo                                                             | [ 9 ]         |
| Boukyaku no Senritsu                  | 6 aprile 2004        | 21 settembre 2004  | 24      | TBS                                                                  | [ N 1 ] [ 9 ] |
| Starship Operators                    | 5 gennaio 2005       | 30 marzo 2005      | 13      | TV Tokyo                                                             | [ 9 ]         |
| Mahoraba                              | 10 gennaio 2005      | 26 giugno 2005     | 26      | TV Tokyo                                                             | [ 9 ]         |
| Gokujō seitokai                       | 6 aprile 2005        | 28 settembre 2005  | 26      | TV Tokyo, AT-X                                                       | [ 9 ]         |
| Loveless                              | 7 aprile 2005        | 30 giugno 2005     | 12      | TV Asahi                                                             | [ 9 ]         |
| Honey and Clover                      | 14 aprile 2005       | 26 settembre 2005  | 24      | Fuji TV (noitaminA)                                                  | [ 9 ]         |
| Okusama wa Mahou Shoujo               | 4 luglio 2005        | 25 settembre 2005  | 13      | Kids Station                                                         | [ 9 ]         |
| Shakugan no Shana                     | 6 ottobre 2005       | 23 marzo 2006      | 24      | Animax, MBS, TVA, Teletama, Chiba TV, TV Kanagawa                    | [ 9 ]         |
| Karin                                 | 3 novembre 2005      | 11 maggio 2006     | 24      | WOWOW                                                                | [ 9 ]         |
| Yomigaeru sora -RESCUE WINGS-         | 8 gennaio 2006       | 26 marzo 2006      | 13      | TV Tokyo, Animax                                                     | [ 10 ]        |
| Honey and Clover II                   | 29 giugno 2006       | 14 settembre 2006  | 12      | Fuji TV (noitaminA)                                                  | [ 10 ]        |
| Zero no tsukaima                      | 3 luglio 2006        | 25 settembre 2006  | 13      | CTC                                                                  | [ 10 ]        |
| Ghost Hunt                            | 3 ottobre 2006       | 27 marzo 2007      | 25      | TV Tokyo                                                             | [ 10 ]        |
| Asatte no hōkō                        | 5 ottobre 2006       | 21 dicembre 2006   | 12      | TBS                                                                  | [ 10 ]        |
| Di Gi Charat: Winter Garden           | 22 dicembre 2006     | 23 dicembre 2006   | 2       | TBS, BS-i                                                            | [ 10 ]        |
| Nodame Cantabile                      | 11 gennaio 2007      | 26 giugno 2007     | 23      | Fuji TV (noitaminA)                                                  | [ 10 ]        |
| Sky Girls                             | 5 luglio 2007        | 27 dicembre 2007   | 26      | Chiba TV                                                             | [ 10 ]        |
| Potemayo                              | 6 luglio 2007        | 21 settembre 2007  | 12      | Tokyo MX, Chiba TV, TV Kanagawa, Teletama, KBS, SUN-TV, Mētele, AT-X | [ 10 ]        |
| Zero no tsukaima: Futatsuki no Kishi  | 9 luglio 2007        | 24 settembre 2007  | 12      | CTC, TVK                                                             | [ 10 ]        |
| Shakugan no Shana II                  | 5 ottobre 2007       | 28 marzo 2008      | 24      | MBS, TBS, CBC, Animax                                                | [ 10 ]        |
| KimiKiss                              | 6 ottobre 2007       | 24 marzo 2008      | 24      | CTC, TVK, TV Saitama, TV Aichi, MBS, RKB                             | [ 10 ]        |
| Shigofumi                             | 6 gennaio 2008       | 22 marzo 2008      | 12      | CTC, TVK, TV Saitama, KBS, Tokyo MX, Sun TV, MTV, BS11, GBS          | [ 10 ]        |
| Slayers Revolution                    | 2 luglio 2008        | 24 settembre 2008  | 13      | TV Tokyo                                                             | [ 10 ]        |
| Zero no tsukaima: Princesses no Rondo | 6 luglio 2008        | 21 settembre 2008  | 12      | CTC, TVK                                                             | [ 10 ]        |
| Toradora!                             | 2 ottobre 2008       | 26 marzo 2009      | 25      | TV Tokyo                                                             | [ 10 ]        |
| A Certain Magical Index               | 4 ottobre 2008       | 19 marzo 2009      | 24      | AT-X, Tokyo MX, Teletama, Chiba TV, MBS, TVK, CBC                    | [ 10 ]        |
| Nodame Cantabile: Paris-Hen           | 9 ottobre 2008       | 18 dicembre 2008   | 11      | Fuji TV (noitaminA)                                                  | [ 10 ]        |
| Slayers Evolution-R                   | 12 gennaio 2009      | 6 aprile 2009      | 13      | TV Tokyo                                                             | [ 11 ]        |
| Hayate no gotoku!                     | 3 aprile 2009        | 18 settembre 2009  | 25      | TV Tokyo                                                             | [ 11 ]        |
| First Love Limited.                   | 11 aprile 2009       | 27 giugno 2009     | 12      | BS11 Digital                                                         | [ 11 ]        |
| Aoi Hana                              | 2 luglio 2009        | 10 settembre 2009  | 11      | Fuji TV (Noise)                                                      | [ 11 ]        |
| Taishou Yakyuu Musume.                | 2 luglio 2009        | 24 settembre 2009  | 12      | TBS                                                                  | [ 11 ]        |
| A Certain Scientific Railgun          | 3 ottobre 2009       | 20 marzo 2010      | 24      | Tokyo MX, MBS, Chiba TV, TVK, Teletama, AT-X                         | [ 11 ]        |

#### Dal 2010 al 2019
| Titolo                                                                     | Inizio prima visione | Fine prima visione | Episodi | Canale di trasmissione                                           | Note e fonti       |
| -------------------------------------------------------------------------- | -------------------- | ------------------ | ------- | ---------------------------------------------------------------- | ------------------ |
| Nodame Cantabile: Finale                                                   | 14 gennaio 2010      | 25 marzo 2010      | 11      | Fuji TV (noitaminA)                                              | [ 11 ]             |
| Maid-sama!                                                                 | 1 aprile 2010        | 23 settembre 2010  | 26      | TBS, BS-TBS                                                      | [ 11 ]             |
| Uragiri wa Boku no Namae o Shitteiru                                       | 11 aprile 2010       | 19 settembre 2010  | 24      | Chiba TV                                                         | [ 11 ]             |
| Ookami-san to Shichinin no Nakama-tachi                                    | 1 luglio 2010        | 16 settembre 2010  | 12      | AT-X, CTC, TVK, TV Saitama, Tokyo MX, TV Aichi, Sun TV           | [ 11 ]             |
| Bakuman.                                                                   | 2 ottobre 2010       | 2 aprile 2011      | 25      | NHK-E                                                            | [ 11 ]             |
| Otome yōkai Zakuro                                                         | 4 ottobre 2010       | 27 dicembre 2010   | 13      | TV Tokyo                                                         | [ 11 ]             |
| Tantei Opera Milky Holmes                                                  | 7 ottobre 2010       | 23 dicembre 2010   | 12      | Tokyo MX                                                         | [ 11 ]             |
| A Certain Magical Index II                                                 | 8 ottobre 2010       | 1 aprile 2011      | 24      | AT-X, Tokyo MX, Teletama, Chiba TV, MBS, TVK, CBC                | [ 11 ]             |
| Yumekui Merry                                                              | 7 gennaio 2011       | 8 aprile 2011      | 13      | TBS, MBS, CBC, BS-TBS, RKK                                       | [ 11 ]             |
| Hidan no Aria                                                              | 14 aprile 2011       | 30 giugno 2011     | 12      | TBS, CBC, MBS, MBC, BS-TBS                                       | [ 11 ]             |
| Kami-sama no memo-chō                                                      | 2 luglio 2011        | 24 settembre 2011  | 12      | Chiba TV, TV Saitama, TV Kanagawa, Tokyo MX, AT-X, MBS, CBC      | [ 11 ]             |
| Kaitou Tenshi Twin Angel: Kyun Kyun☆Tokimeki Paradise!!                    | 5 luglio 2011        | 20 settembre 2011  | 12      | TV Kanagawa                                                      | [ 11 ]             |
| Bakuman. 2                                                                 | 1 ottobre 2011       | 24 marzo 2012      | 25      | NHK-E                                                            | [ 11 ]             |
| Kimi to boku                                                               | 4 ottobre 2011       | 27 dicembre 2011   | 13      | TV Tokyo                                                         | [ 11 ]             |
| Shakugan no Shana III: Final                                               | 8 ottobre 2011       | 24 marzo 2012      | 24      | Tokyo MX, Chiba TV, TV Kanagawa, MBS, CBC, AT-X, BS11            | [ 11 ]             |
| Tantei Opera Milky Holmes Dai 2 Maku                                       | 5 gennaio 2012       | 22 marzo 2012      | 12      | Tokyo MX                                                         | [ N 3 ] [ 11 ]     |
| Kill Me Baby                                                               | 5 gennaio 2012       | 29 marzo 2012      | 13      | TBS                                                              | [ 11 ]             |
| Zero no tsukaima F                                                         | 7 gennaio 2012       | 24 marzo 2012      | 12      | AT-X                                                             | [ 11 ]             |
| Ano natsu de matteru                                                       | 10 gennaio 2012      | 27 marzo 2012      | 12      | TVA, KBS, AT-X                                                   | [ 11 ]             |
| Kimi to boku 2                                                             | 3 aprile 2012        | 26 giugno 2012     | 13      | TV Tokyo                                                         | [ 11 ]             |
| La storia della Arcana Famiglia                                            | 1 luglio 2012        | 16 settembre 2012  | 12      | Sun TV, Chiba TV                                                 | [ 11 ]             |
| Joshiraku                                                                  | 5 luglio 2012        | 28 settembre 2012  | 13      | MBS, TBS, CBC, BS-TBS                                            | [ 11 ]             |
| Bakuman. 3                                                                 | 6 ottobre 2012       | 30 marzo 2013      | 25      | NHK-E                                                            | [ 11 ]             |
| Little Busters!                                                            | 6 ottobre 2012       | 6 aprile 2013      | 26      | Tokyo MX, TV Kanagawa, MBS, TV Aichi, BS11, AT-X                 | [ 11 ]             |
| Sakura-sō no pet na kanojo                                                 | 9 ottobre 2012       | 26 marzo 2013      | 24      | Tokyo MX, MBS, TVA, TVK, Animax                                  | [ 11 ]             |
| A Certain Scientific Railgun S                                             | 12 aprile 2013       | 27 settembre 2013  | 24      | Tokyo MX, AT-X                                                   | [ 12 ]             |
| Hentai ōji to warawanai neko.                                              | 13 aprile 2013       | 29 giugno 2013     | 12      | Tokyo MX, TVA, MBS, BS11, RKB, TVh, Animax                       | [ 12 ]             |
| Futari wa Milky Holmes                                                     | 13 luglio 2013       | 28 settembre 2013  | 12      | Tokyo MX                                                         | [ N 4 ] [ 12 ]     |
| Golden Time                                                                | 3 ottobre 2013       | 27 marzo 2014      | 24      | MBS, Tokyo MX, CTC, TVK, TV Saitama, TV Aichi, BS11, AT-X        | [ 12 ]             |
| Little Busters! Refrain                                                    | 5 ottobre 2013       | 28 dicembre 2013   | 13      | Tokyo MX, MBS, TV Aichi, BS11, AT-X                              | [ 12 ]             |
| Witch Craft Works                                                          | 5 gennaio 2014       | 23 marzo 2014      | 12      | Tokyo MX, TVA, AT-X, BS11, ABC                                   | [ 12 ]             |
| selector infected WIXOSS                                                   | 3 aprile 2014        | 19 giugno 2014     | 12      | MBS, Tokyo MX, TV Aichi, AT-X, BS11                              | [ 12 ]             |
| Fuuun Ishin Dai☆Shogun                                                     | 9 aprile 2014        | 26 giugno 2014     | 12      | Tokyo MX, Sun TV, BS11, KBS, MTV, TV Saitama, CTC, TVK, GBS, TVQ | [ N 5 ] [ 12 ]     |
| Majimoji Rurumo                                                            | 9 luglio 2014        | 24 settembre 2014  | 12      | AT-X, Tokyo MX, KBS, Sun TV, TV Aichi, BS11, NBC                 | [ 12 ]             |
| Love Stage!!                                                               | 9 luglio 2014        | 10 settembre 2014  | 10      | Tokyo MX, Sun TV, BS11, MTV, TV Saitama, CTC, TVK, GBS, TVQ      | [ 12 ]             |
| selector spread WIXOSS                                                     | 4 ottobre 2014       | 20 dicembre 2014   | 12      | MBS, Tokyo MX, TV Aichi, AT-X, BS11                              | [ 12 ]             |
| Tantei Opera Milky Holmes TD                                               | 4 gennaio 2015       | 28 marzo 2015      | 12      | Tokyo MX                                                         | [ N 4 ] [ 12 ]     |
| Food Wars! - Shokugeki no Soma                                             | 3 aprile 2015        | 25 settembre 2015  | 24      | TBS, MBS, CBC, BS-TBS, Animax, Tokyo MX, BS11                    | [ 12 ]             |
| DanMachi                                                                   | 4 aprile 2015        | 27 giugno 2015     | 13      | Tokyo MX, SUN, KBS, BS11, AT-X, TV Aichi                         | [ 12 ]             |
| Shimoneta                                                                  | 4 luglio 2015        | 19 settembre 2015  | 12      | AT-X, Tokyo MX, KBS, CTC, TVK, Sun TV, TV Aichi, BS11            | [ 12 ]             |
| Prison School                                                              | 10 luglio 2015       | 25 settembre 2015  | 12      | Tokyo MX, KBS, Sun TV, TV Aichi, BS11, AT-X                      | [ 12 ]             |
| Heavy Object                                                               | 2 ottobre 2015       | 25 marzo 2016      | 24      | Tokyo MX, MBS, TVA, BS11, AT-X                                   | [ 12 ]             |
| Flying Witch                                                               | 9 aprile 2016        | 25 giugno 2016     | 12      | NTV, Sun TV, RAB, BS Nittele, MMT                                | [ 13 ]             |
| Food Wars! - Shokugeki no Soma: Ni no Sara                                 | 2 luglio 2016        | 24 settembre 2016  | 13      | TBS, MBS, CBC, BS-TBS, Animax, Tokyo MX, BS11                    | [ 13 ]             |
| Saiki Kusuo no psi-nan                                                     | 4 luglio 2016        | 26 dicembre 2016   | 26      | TV Tokyo, TV Aichi, TV Osaka, TV Hokkaido                        | [ 13 ]             |
| Taboo Tattoo                                                               | 4 luglio 2016        | 19 settembre 2016  | 12      | TV Tokyo, AT-X, BS Japan                                         | [ 13 ]             |
| Amanchu!                                                                   | 8 luglio 2016        | 22 settembre 2016  | 12      | AT-X, Tokyo MX, Sun TV, SBS, KBS, BS11                           | [ 13 ]             |
| Lostorage incited WIXOSS                                                   | 8 ottobre 2016       | 24 dicembre 2016   | 12      | BS11, Tokyo MX, KBS, Sun TV, TV Asahi Channel 1                  | [ 13 ]             |
| Urara Meiro-chō                                                            | 5 gennaio 2017       | 23 marzo 2017      | 12      | TBS, CBC, Sun TV, BS-TBS                                         | [ 13 ]             |
| Minami Kamakura High School Girls Cycling Club                             | 6 gennaio 2017       | 25 marzo 2017      | 12      | AT-X, TVO, TVK, TVA                                              | [ N 5 ] [ 13 ]     |
| Schoolgirl Strikers                                                        | 7 gennaio 2017       | 1 aprile 2017      | 13      | Tokyo MX, BS11, AT-X, KBS, Sun TV                                | [ 13 ]             |
| Marginal#4 KISS Kara Tsukuru Big Bang                                      | 12 gennaio 2017      | 30 marzo 2017      | 12      | Tokyo MX, AT-X, SUN, BS11, KBS                                   | [ 13 ]             |
| Alice & Zoroku                                                             | 2 aprile 2017        | 25 giugno 2017     | 12      | Tokyo MX, KBS, Sun TV, BS11, AT-X                                | [ 13 ]             |
| Twin Angel Break                                                           | 7 aprile 2017        | 23 giugno 2017     | 12      | Tokyo MX, TV Aichi, KBS, Sun TV, BS11, TVQ                       | [ 13 ]             |
| DanMachi: Sword Oratoria                                                   | 14 aprile 2017       | 30 giugno 2017     | 12      | Tokyo MX, KBS, Sun TV, BS11                                      | [ 13 ]             |
| Vatican Miracle Examiner                                                   | 7 luglio 2017        | 22 settembre 2017  | 12      | WOWOW, Tokyo MX, AT-X, Sun TV, KBS, TV Aichi, BS11, TVQ          | [ 13 ]             |
| UQ Holder!: Mahou Sensei Negima! 2                                         | 2 ottobre 2017       | 18 dicembre 2017   | 12      | Tokyo MX, Sun TV, KBS, BS11, AT-X, TVK                           | [ 13 ]             |
| Food Wars! - Shokugeki no Soma: San no Sara                                | 3 ottobre 2017       | 19 dicembre 2017   | 12      | TBS, MBS, CBC, BS-TBS, Animax, Tokyo MX, BS11                    | [ 13 ]             |
| Children of the Whales                                                     | 8 ottobre 2017       | 24 dicembre 2017   | 12      | Tokyo MX, Sun TV, KBS, BS11                                      | [ 13 ]             |
| Saiki Kusuo no psi-nan 2                                                   | 17 gennaio 2018      | 27 giugno 2018     | 24      | Netflix                                                          | [ 13 ]             |
| Lostorage conflated WIXOSS                                                 | 6 aprile 2018        | 22 giugno 2018     | 12      | Tokyo MX, BS11                                                   | [ 13 ]             |
| Amanchu! Advance                                                           | 7 aprile 2018        | 23 giugno 2018     | 12      | AT-X, Tokyo MX, BS11                                             | [ 13 ]             |
| Last Period                                                                | 12 aprile 2018       | 28 giugno 2018     | 12      | Tokyo MX, ABC, BS11, AT-X                                        | [ 13 ]             |
| Back Street Girls                                                          | 4 luglio 2018        | 5 settembre 2018   | 10      | BS11, Tokyo MX, MBS                                              | [ 13 ]             |
| Angels of Death                                                            | 6 luglio 2018        | 21 settembre 2018  | 12      | AT-X, Tokyo MX, KBS Kyoto, TV Aichi, Sun TV, BS11, TVQ           | [ 13 ]             |
| Planet With                                                                | 8 luglio 2018        | 23 settembre 2018  | 12      | Tokyo MX, MBS, BS11, AT-X                                        | [ 13 ]             |
| Hi Score Girl                                                              | 13 luglio 2018       | 28 settembre 2018  | 12      | Tokyo MX, MBS, BS11                                              | [ 13 ]             |
| A Certain Magical Index III                                                | 5 ottobre 2018       | 5 aprile 2019      | 26      | AT-X, Tokyo MX, Teletama, Chiba TV, MBS, TVK, CBC                | [ 13 ]             |
| Hangyakusei Million Arthur                                                 | 25 ottobre 2018      | 27 giugno 2019     | 23      | Tokyo MX, BS11, AT-X, SUN, TVA                                   | [ N 6 ] [ 13 ]     |
| Date A Live III                                                            | 11 gennaio 2019      | 29 marzo 2019      | 12      | AT-X, Tokyo MX, KBS, TVA, SUN, BS11, TVQ, JAITS, TwellV, Animax  | [ 14 ] [ 15 ]      |
| One-Punch Man 2                                                            | 9 aprile 2019        | 2 luglio 2019      | 12      | TV Tokyo                                                         | [ 14 ] [ 3 ] [ 4 ] |
| Machikado Mazoku                                                           | 11 luglio 2019       | 26 settembre 2019  | 12      | TBS, BS-TBS                                                      | [ 14 ]             |
| A Certain Scientific Accelerator                                           | 12 luglio 2019       | 27 settembre 2019  | 12      | AT-X, Tokyo MX, MBS, BS11                                        | [ 14 ] [ 16 ]      |
| Tsūjou kōgeki ga zentai kōgeki de ni kai kōgeki no okā-san wa suki desuka? | 13 luglio 2019       | 28 settembre 2019  | 12      | Tokyo MX, GTV, GYT, BS11, AT-X, MBS, TVA, NCC                    | [ 14 ]             |
| DanMachi II                                                                | 13 luglio 2019       | 28 settembre 2019  | 12      | Tokyo MX, SUN, KBS, BS11, AT-X, TV Aichi                         | [ 14 ]             |
| Food Wars! - Shokugeki no Soma: Shin no Sara                               | 12 ottobre 2019      | 28 dicembre 2019   | 12      | TBS, MBS, CBC, BS-TBS, Animax, Tokyo MX, BS11                    | [ 14 ]             |
| Hi Score Girl II                                                           | 25 ottobre 2019      | 20 dicembre 2019   | 9       | Tokyo MX, MBS, BS11                                              | [ 14 ]             |

#### Dal 2020 in poi

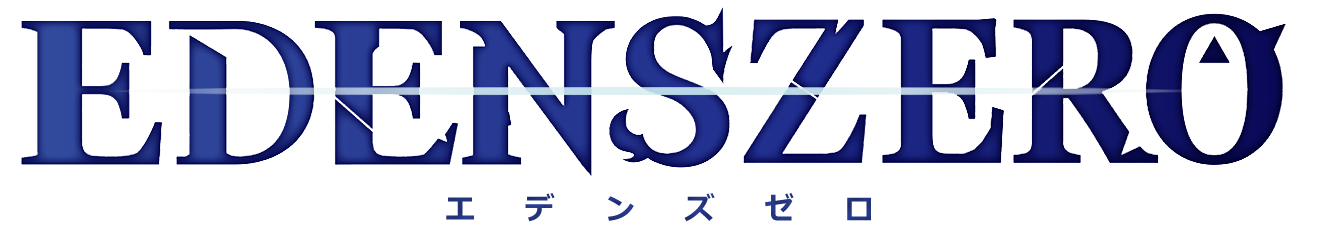
Logo della serie anime Edens Zero, andata in onda nell'aprile del 2021.

| Titolo                                          | Inizio prima visione | Fine prima visione | Episodi | Canale di trasmissione                                     | Note e fonti          |
| ----------------------------------------------- | -------------------- | ------------------ | ------- | ---------------------------------------------------------- | --------------------- |
| A Certain Scientific Railgun T                  | 10 gennaio 2020      | 25 settembre 2020  | 25      | AT-X, Tokyo MX, BS11, MBS                                  | [ N 7 ] [ 14 ] [ 19 ] |
| Mewkledreamy                                    | 5 aprile 2020        | 4 aprile 2021      | 48      | TV Tokyo                                                   | [ 14 ]                |
| Food Wars! - Shokugeki no Soma: Gou no Sara     | 10 aprile 2020       | 25 settembre 2020  | 13      | TBS, MBS, CBC, BS-TBS, Animax, Tokyo MX, BS11              | [ N 8 ] [ 14 ]        |
| Zo Zo Zo Zombie-kun                             | 16 aprile 2020       | 24 dicembre 2020   | 102     | TXN                                                        | [ 14 ]                |
| DanMachi III                                    | 2 ottobre 2020       | 19 dicembre 2020   | 12      | Tokyo MX, SUN, KBS, BS11, AT-X                             | [ N 9 ] [ 14 ]        |
| WIXOSS Diva(A)Live                              | 9 gennaio 2021       | 27 marzo 2021      | 12      | Tokyo MX, BS11                                             | [ 14 ]                |
| Skate-Leading Stars                             | 10 gennaio 2021      | 28 marzo 2021      | 12      | Tokyo MX, MBS, BS11, AT-X                                  | [ N 10 ] [ 14 ]       |
| Maiko-san Chi no Makanai-san                    | 25 febbraio 2021     | -                  | 12      | NHK World-Japan, NHK-E                                     | [ N 11 ] [ 14 ]       |
| Sentouin, Hakenshimasu!                         | 4 aprile 2021        | 20 giugno 2021     | 12      | AT-X, Tokyo MX, KBS, SUN, BS-NTV                           | [ 14 ]                |
| Blue Reflection Ray                             | 10 aprile 2021       | 25 settembre 2021  | 24      | MBS, TBS, BS-TBS                                           | [ 14 ]                |
| Edens Zero                                      | 11 aprile 2021       | 3 ottobre 2021     | 25      | NTV                                                        | [ 14 ] [ 27 ]         |
| Mewkledreamy Mix!                               | 11 aprile 2021       | -                  | -       | TV Tokyo                                                   | [ 14 ]                |
| Genjitsu Shugi Yuusha no Oukoku Saikenki        | 4 luglio 2021        | 26 settembre 2021  | 13      | Tokyo MX, BS11                                             | [ 14 ]                |
| Shinigami Bocchan to Kuro Maid                  | 4 luglio 2021        | 19 settembre 2021  | 12      | Tokyo MX, BS11, ytv                                        | [ 14 ]                |
| Baraou no Souretsu                              | 9 gennaio 2022       | -                  | -       | -                                                          | [ N 12 ] [ 29 ]       |
| Shikkakumon no Saikyou Kenja                    | gennaio 2022         | -                  | -       | -                                                          | [ 30 ]                |
| Machikado Mazoku 2-Chōme                        | aprile 2022          | -                  | -       | TBS, BS-TBS                                                | [ 31 ]                |
| Shokei Shoujo no Virgin Road                    | 2022                 | -                  | -       | -                                                          | [ 32 ]                |
| DanMachi IV                                     | estate 2022          | -                  | -       | Tokyo MX, SUN, KBS, BS11, AT-X                             |                       |
| Shinigami Bocchan to Kuro Maid 2                | 2023                 | -                  | -       | -                                                          |                       |
| Edens Zero 2                                    | 2023                 | -                  | -       | -                                                          |                       |
| La principessa sacrificale e il re delle bestie | 20 aprile 2023       | 28 settembre 2023  | 24      | Tokyo MX, BS11                                             |                       |
| Mahoutsukai ni Narenakatta Onnanoko no Hanashi. | -                    | -                  | -       | -                                                          | [ 33 ]                |
| 2.5 Dimensional Seduction                       | 5 luglio 2024        | 13 dicembre 2024   | 24      | Tokyo MX, tvk, CTC, TVS, TVA, MBS, TVQ, BS11, AT-X, Animax | [ 34 ]                |
| Duel Masters LOST: Tsuioku no suishō            | 4 ottobre 2024       | 29 novembre 2024   | 4       |                                                            | [ 35 ]                |
| Duel Masters LOST: Gekka no shinigami           | 21 dicembre 2024     | 28 febbraio 2025   | 4       |                                                            | [ 36 ]                |
| Can a Boy-Girl Friendship Survive?              | 4 aprile 2025        |                    |         | Tokyo MX, BS Asahi, KTV, UMK, AT-X                         | [ 37 ]                |
| One Punch Man 3                                 | -                    | -                  | -       | -                                                          | [ 38 ]                |

### Film
| Titolo                                                                                   | Data di uscita   | Note e fonti   |
| ---------------------------------------------------------------------------------------- | ---------------- | -------------- |
| Sengoku Kitan Yōtōden                                                                    | 27 maggio 1989   | [ 39 ]         |
| Darkside Blues                                                                           | 8 ottobre 1994   | [ 5 ]          |
| Slayers - Le terme di Mipross                                                            | 5 agosto 1995    | [ 6 ]          |
| Slayers - L'eredità degli elfi                                                           | 3 agosto 1996    | [ 6 ]          |
| Mahou Gakuen Lunar! Aoi Ryuu no Himitsu                                                  | 15 marzo 1997    | [ 6 ]          |
| Slayers - La città dei Golem                                                             | 2 agosto 1997    | [ 6 ]          |
| Maze Bakunetsu Jikuu: Tenpen Kyoui no Giant                                              | 25 aprile 1998   | [ 7 ]          |
| Slayers Gorgeous                                                                         | 1 agosto 1998    | [ 7 ]          |
| La rivoluzione di Utena - The Movie: Apocalisse adolescenziale                           | 14 agosto 1999   | [ 7 ]          |
| Azumanga daiō: Gekijou Tanpen                                                            | 22 dicembre 2001 | [ N 13 ] [ 8 ] |
| Gekijōban shakugan no Shana                                                              | 21 aprile 2007   | [ 10 ]         |
| A Certain Magical Index: The Movie －The Miracle of Endymion                             | 23 febbraio 2013 | [ 12 ]         |
| Selector Destructed WIXOSS                                                               | 13 febbraio 2016 | [ 13 ]         |
| Tantei Opera Milky Holmes Movie: Gyakushuu no Milky Holmes                               | 27 febbraio 2016 | [ 13 ]         |
| È sbagliato cercare di incontrare ragazze in un Dungeon? - Il film: La freccia di Orione | 15 febbraio 2019 | [ 14 ]         |
| Kono subarashii sekai ni shukufuku o! Kurenai densetsu                                   | 30 agosto 2019   | [ 14 ]         |
| Aria the Crepusculo                                                                      | 5 marzo 2021     | [ 14 ]         |
| Kud Wafter                                                                               | 16 luglio 2021   | [ 14 ]         |
| Ai no Utagoe o Kikasete                                                                  | 29 ottobre 2021  | [ 14 ]         |
| Aria the Benedizione                                                                     | 3 dicembre 2021  | [ 40 ]         |

### OAV ed ONA
- Yōtōden (1987)
- Earthian (1989)
- Ankoku Shinden Takegami (1990)
- Osu!! Karate Bu (1990-1992)
- Chō Bakumatsu Shōnen Seiki Takamaru (1991)
- The Super Dimension Century Orguss 02 (1992)
- Appleland Monogatari (1992)
- New Dominion Tank Police (1993-1994)
- Arslan Senki (1995)
- Galaxy Fraulein Yuna (1995)
- Slayers - Storie di specchi, chimere e mammoni (1996)
- Hurricane Polymar - Holy Blood (insieme a Tatsunoko) (1996-1997)
- Konpeki no Kantai (1997)
- Kyokujitsu no Kantai (1997)
- Kyō, koi o hajimemasu (2010)
- Slayers Excellent (1998)
- Detatoko Princess (1998)
- Yume de aetara (1998)
- Nekojiru-sō (2001) (anche conosciuto come Cat Soup)
- Puni Puni Poemi (2001)
- Alien Nine (2001)
- Eiken (2003)